# Palazzo imperiale di Tokyo

Mappa del palazzo e dei giardini

Il palazzo imperiale di Tokyo (皇居?, Kōkyo, "residenza imperiale") è la residenza ufficiale principale dell'imperatore del Giappone, attualmente Naruhito. Il palazzo è inserito all'interno di un piccolo parco situato nel quartiere centrale di Chiyoda, vicino alla stazione di Tokyo. All'interno del complesso sorgono diverse strutture tra cui il palazzo Kyūden (宮殿?), residenza privata della famiglia imperiale.
Durante la bolla speculativa giapponese degli anni '80, il palazzo e i suoi giardini, che si estendono su una superficie di 1,15 km², sono stati valutati per una cifra superiore al valore di tutti gli immobili della California.
Usato anche come residenza privata, ospita i tre santuari del Palazzo ed il Fukiage Ōmiya Palace, residenza della defunta imperatrice vedova Kōjun. Alcune parti come i Giardini Orientali e il Parco Kitanomaru sono aperti al pubblico. Solo due volte all'anno, per il compleanno dell'imperatore e per Capodanno è permesso al pubblico di entrare nel terreno fino al Kyuden, dove la famiglia imperiale appare sul balcone.

## Storia
Durante il periodo dello shogunato il palazzo era noto come castello di Edo (Edo è il vecchio nome di Tokyo) ed era la residenza dello shōgun. In seguito alla restaurazione Meiji, lo shogun Tokugawa Yoshinobu fu costretto ad abbandonare tale residenza e nel 1868 l'imperatore Mutsuhito lasciò il Palazzo imperiale di Kyōto per trasferirsi nel castello di Edo, rinominando la città Tokyo e modificando di conseguenza anche il palazzo.
La notte del 5 maggio 1873 un incendio divampò nel castello e distrusse il palazzo Nishinomaru (residenza dell'imperatore ed ex-residenza dello shogun); sul terreno rimasto sgombro venne iniziata la costruzione del nuovo palazzo che fu ultimato nel 1888. In precedenza altri grandi incendi avevano distrutto intere aree del complesso.
A causa degli incendi e dei terremoti durante il periodo Meiji, il castello mutò completamente il suo aspetto; uno dei particolari più significativi è la sostituzione dei ponti in legno con altri in pietra e ferro. L'architettura del palazzo venne completamente ridisegnata seguendo lo stile nazionale negli esterni mentre si usò una commistione di stile giapponese ed europeo negli interni.
Tra la fine del regno dell'imperatore Yoshihito e l'inizio di quello dell'imperatore Hirohito al palazzo vennero aggiunte nuove strutture costruite in cemento. La notte del 25 maggio 1945 gran parte del palazzo venne distrutto dai bombardamenti alleati nel corso della seconda guerra mondiale e fu in seguito ricostruito.

## Galleria d'immagini

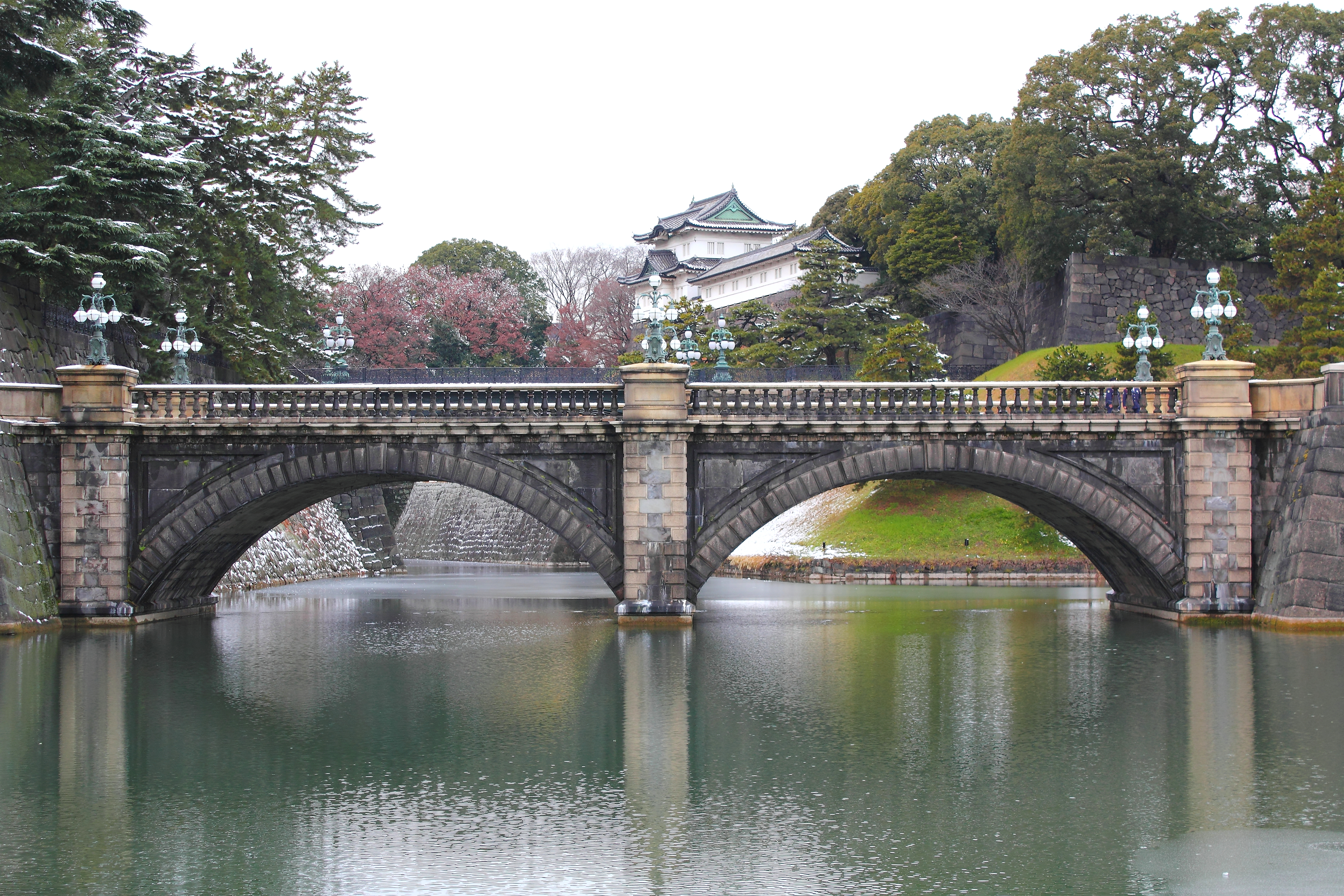
Ponte Seimon Ishibashi, che conduce alla porta principale del Palazzo Imperiale
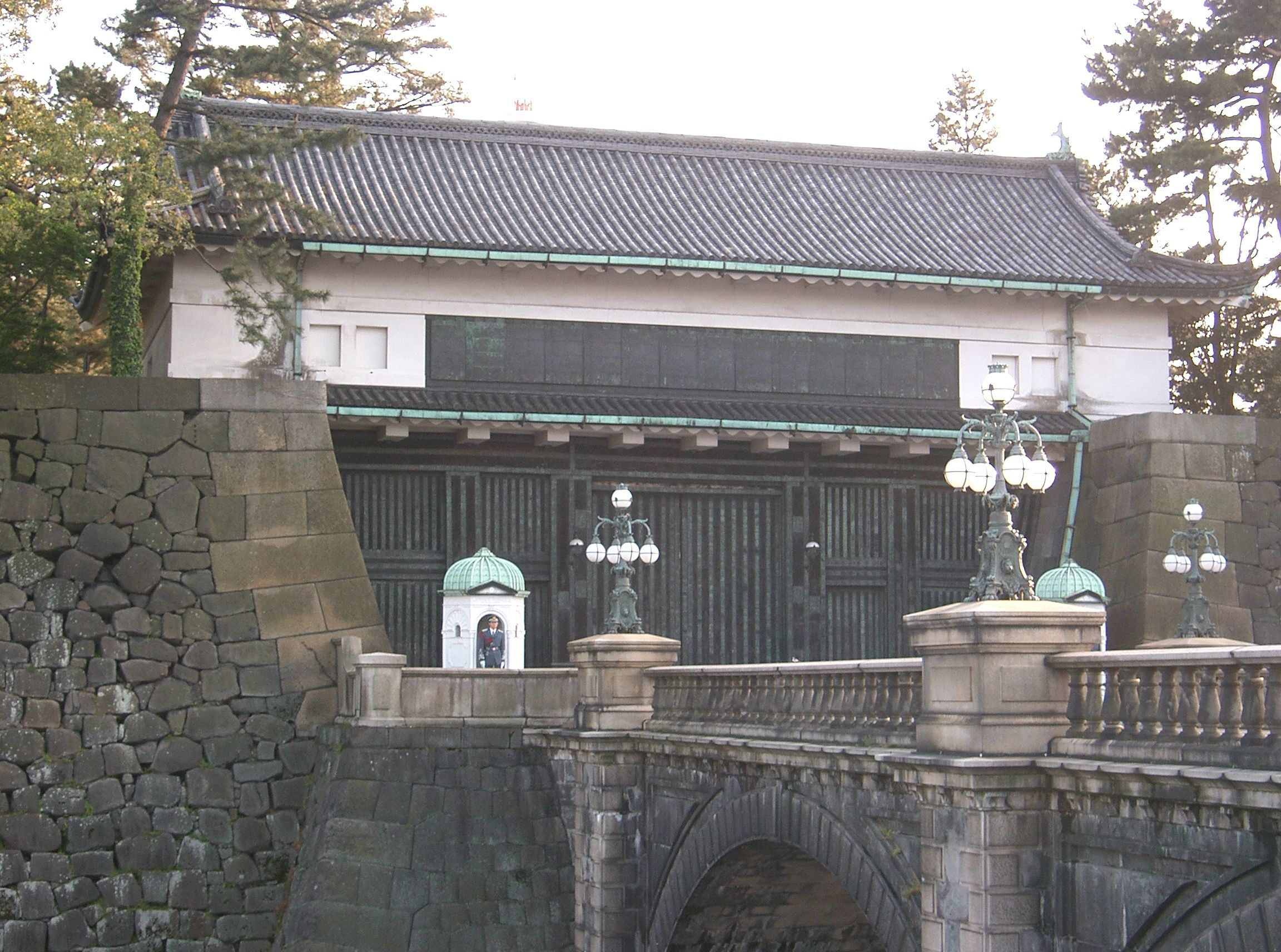
Porta principale
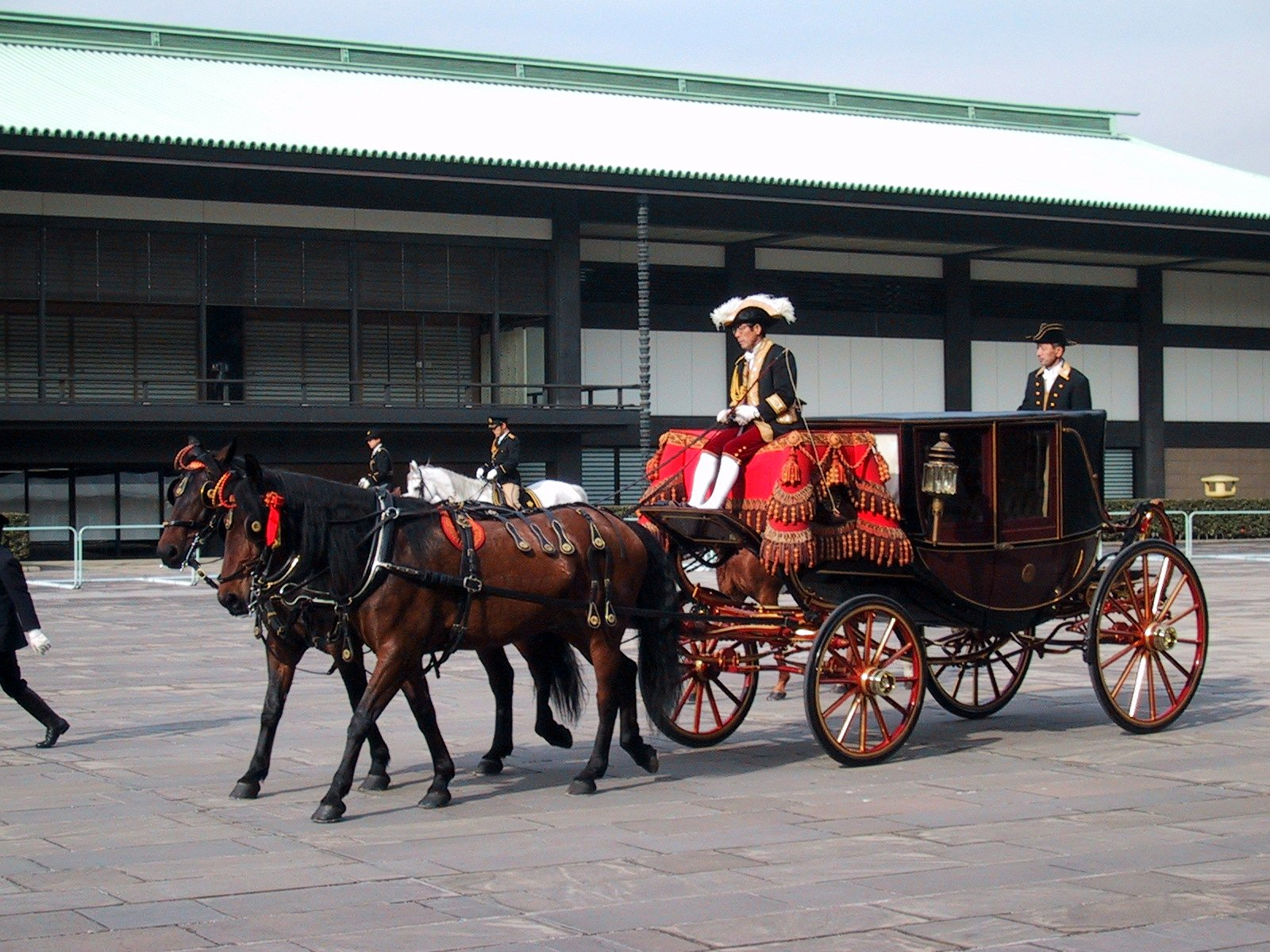
Carrozza che trasporta i diplomatici e i dignitari
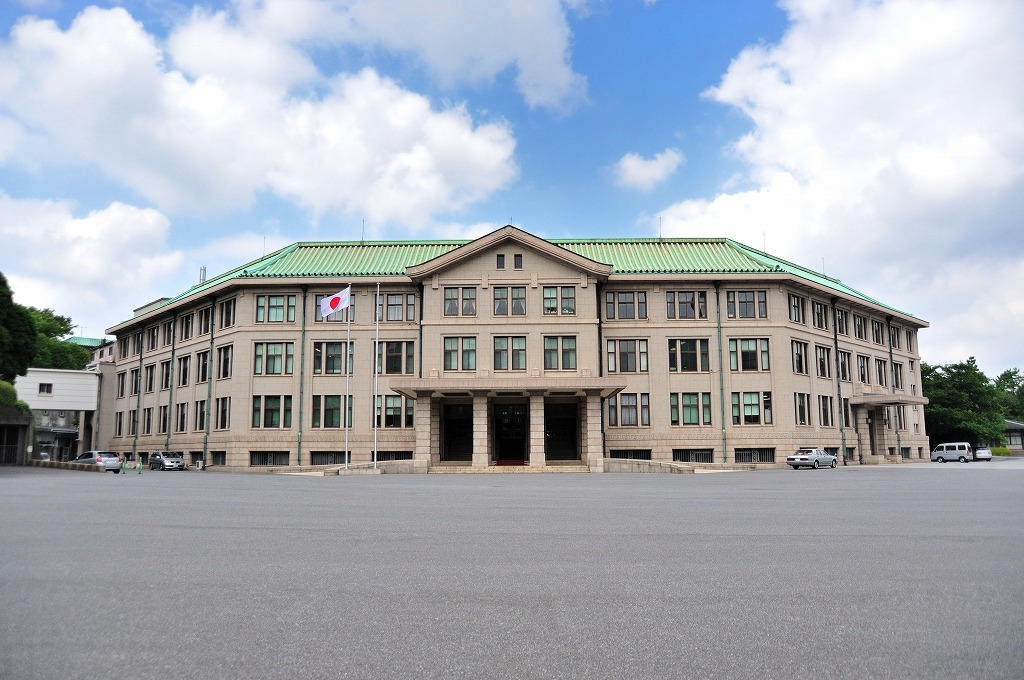
Palazzo della Imperial Household Agency
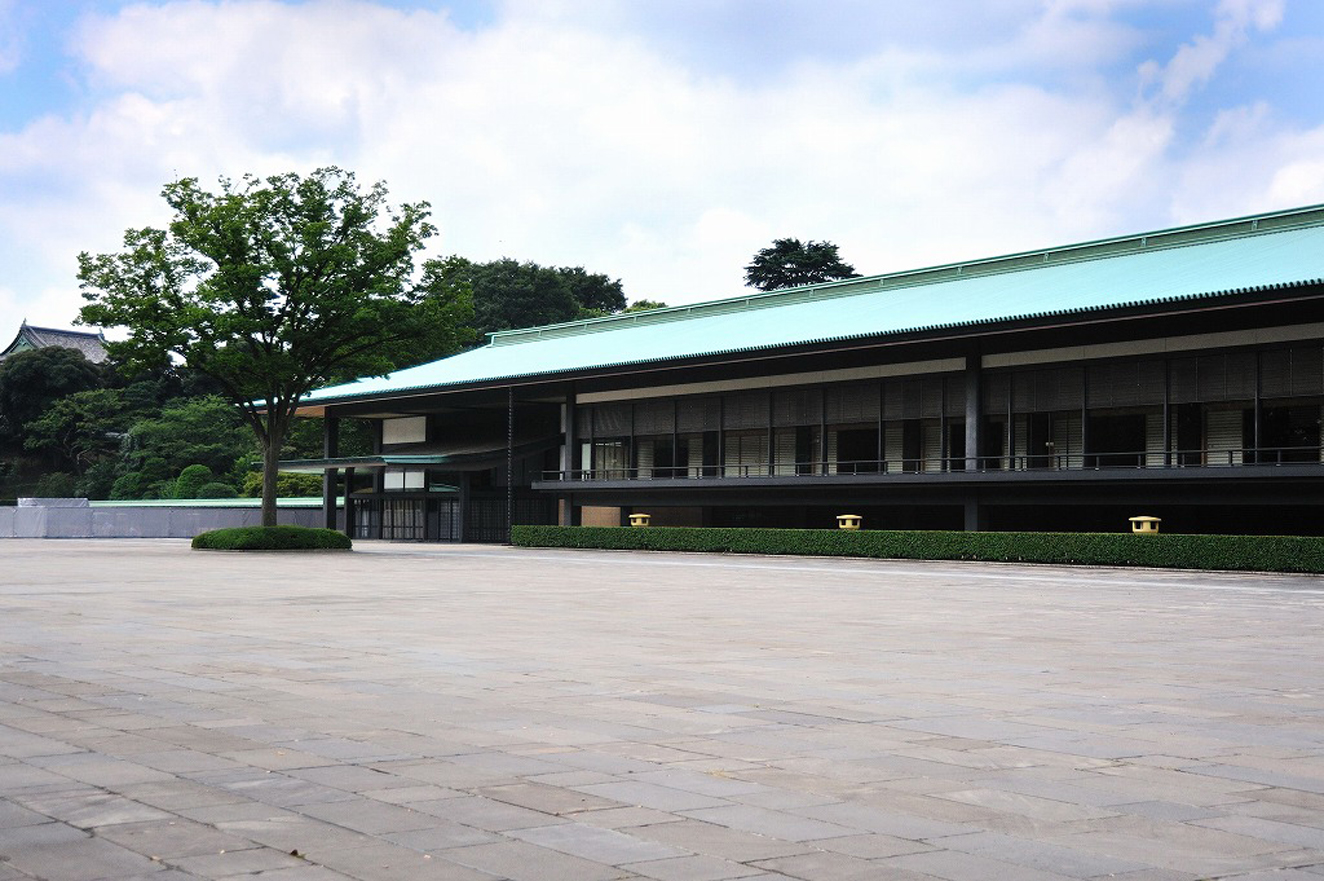
Chōwaden Reception Hall, la più grande struttura del palazzo
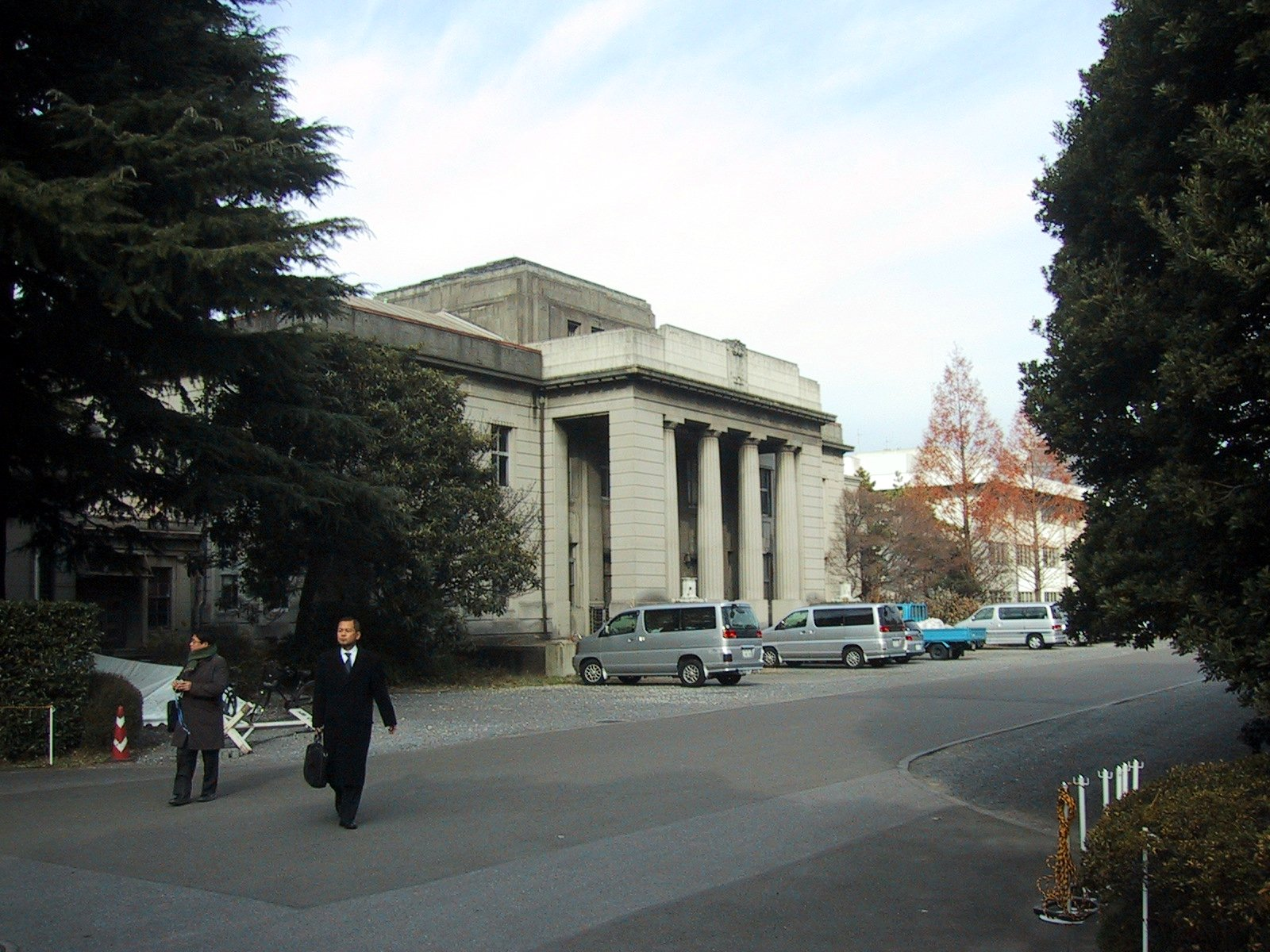
Palazzo del consiglio privato dell'imperatore
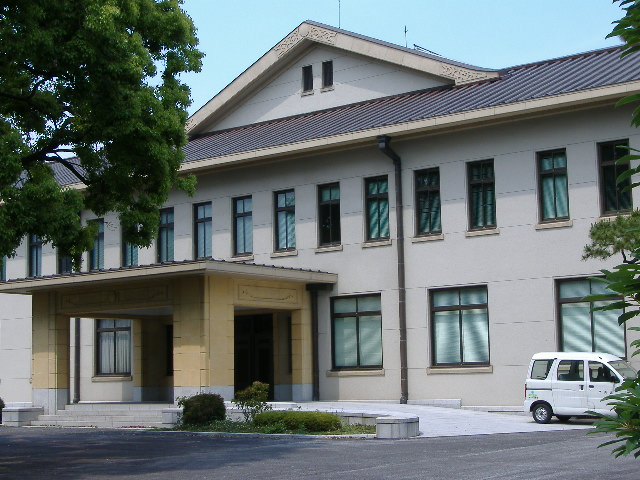
Dipartimento delle cerimonie
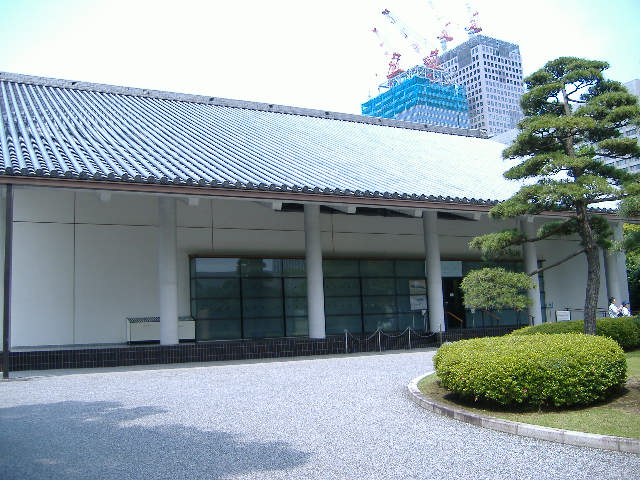
Museo delle collezioni Imperiali, costruito negli anni 90'.
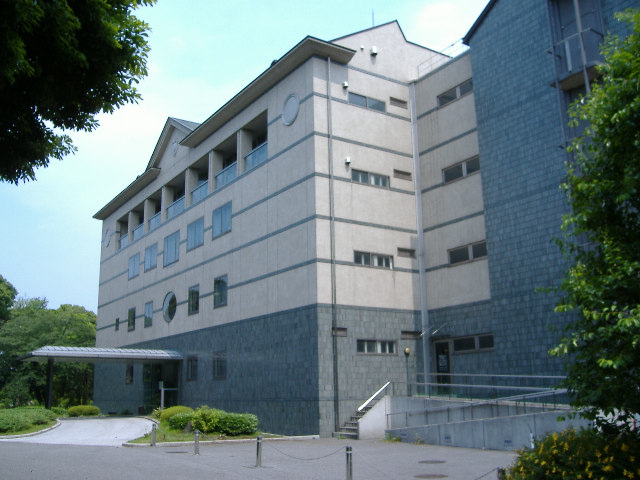
Archivio
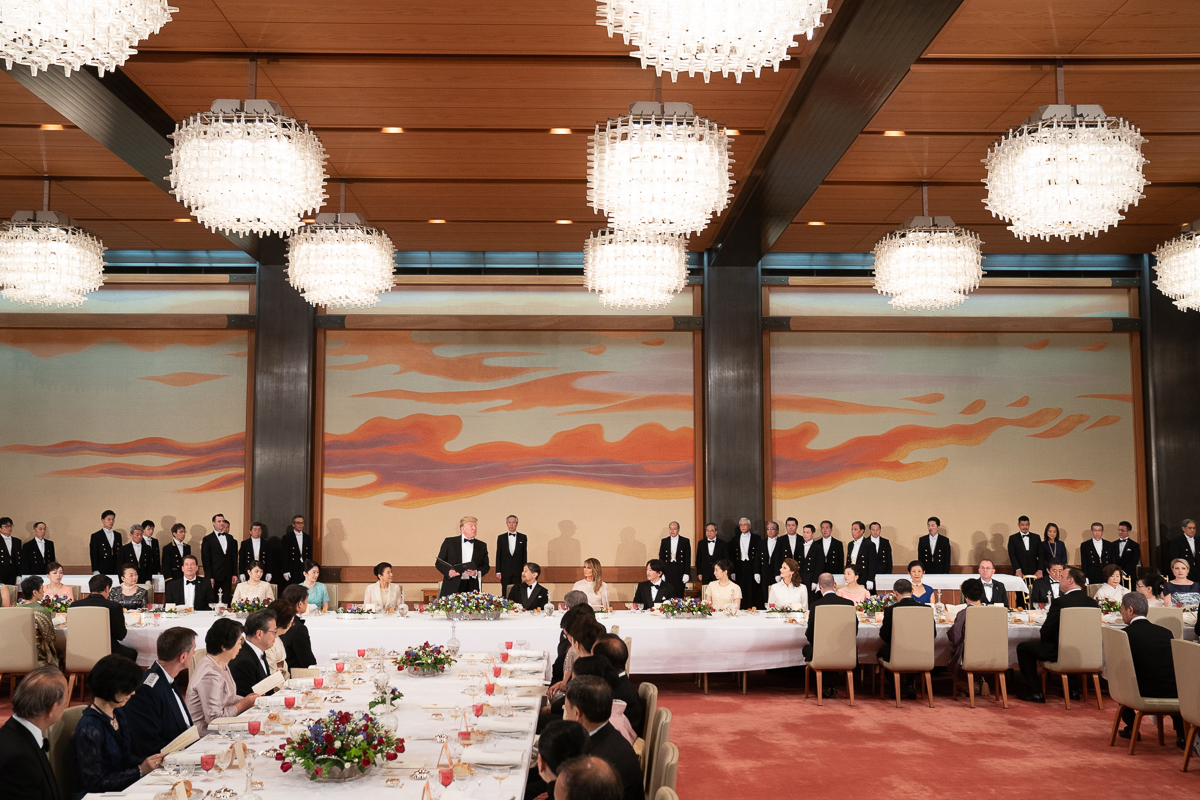
Cena a Palazzo imperiale di Tokyo
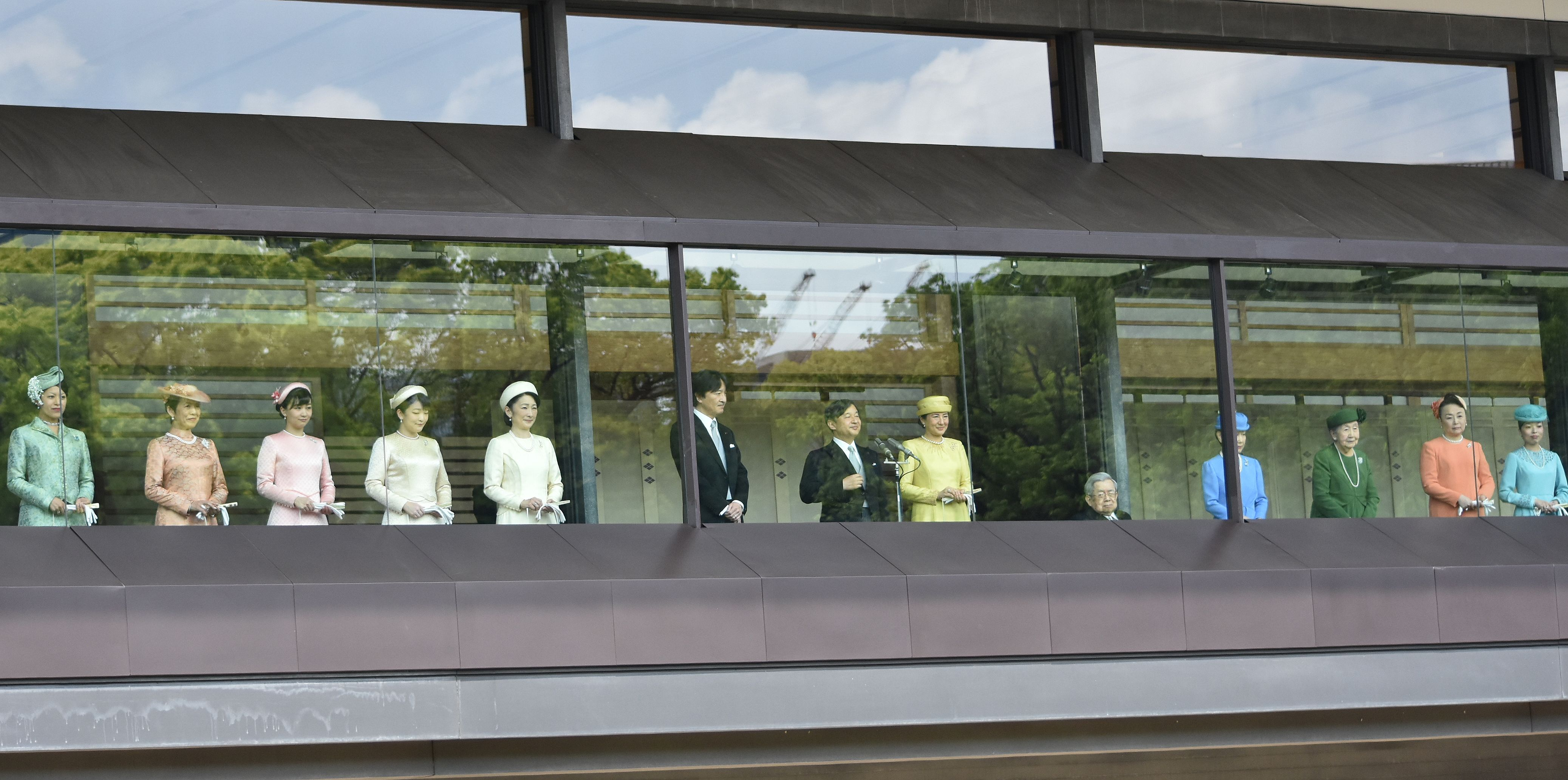
L'imperatore Naruhito saluta il pubblico nella sala di accoglienza di Chōwaden dopo la sua adesione nel 2019
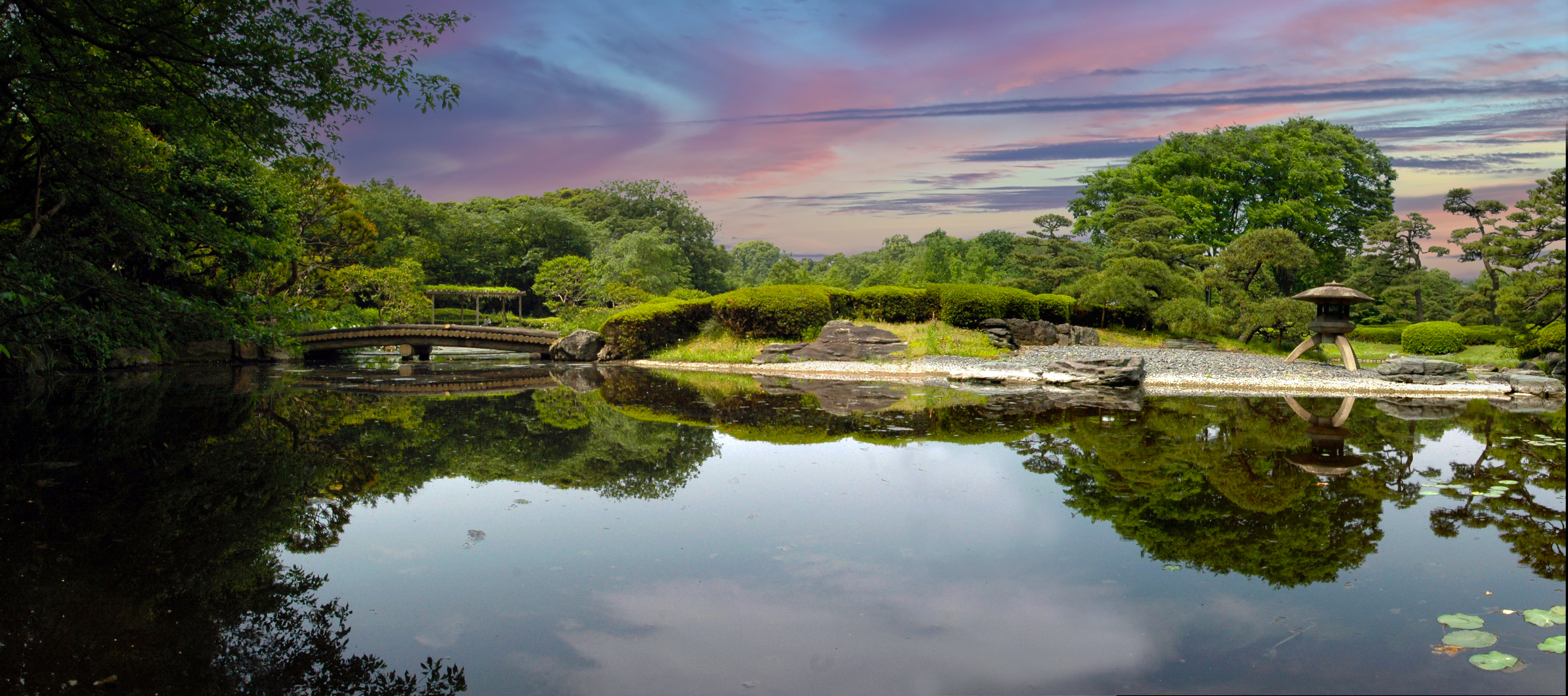
Stagno nel giardino orientale presso il Palazzo Imperiale
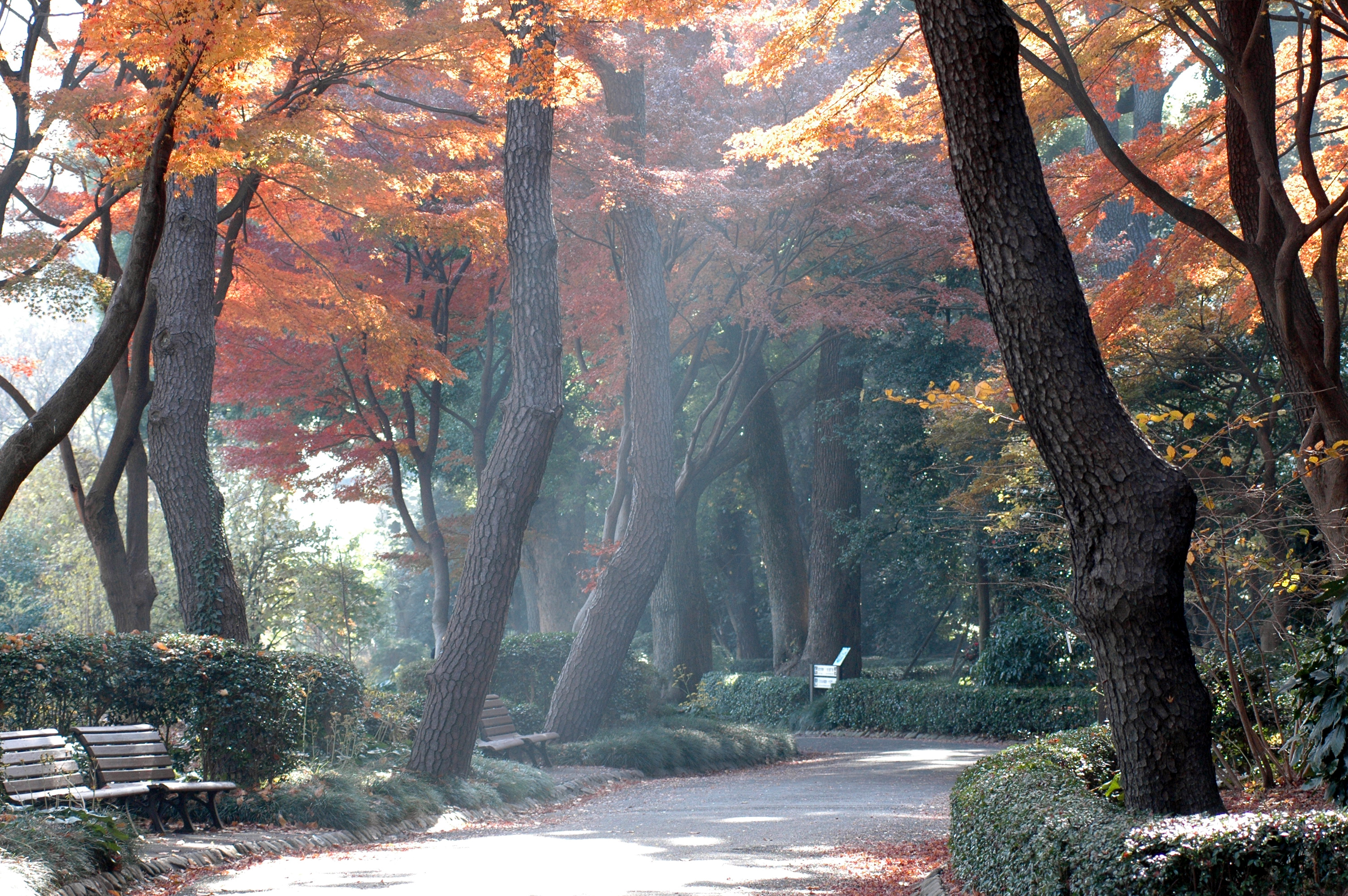
Passerella pubblica, Edo East Garden
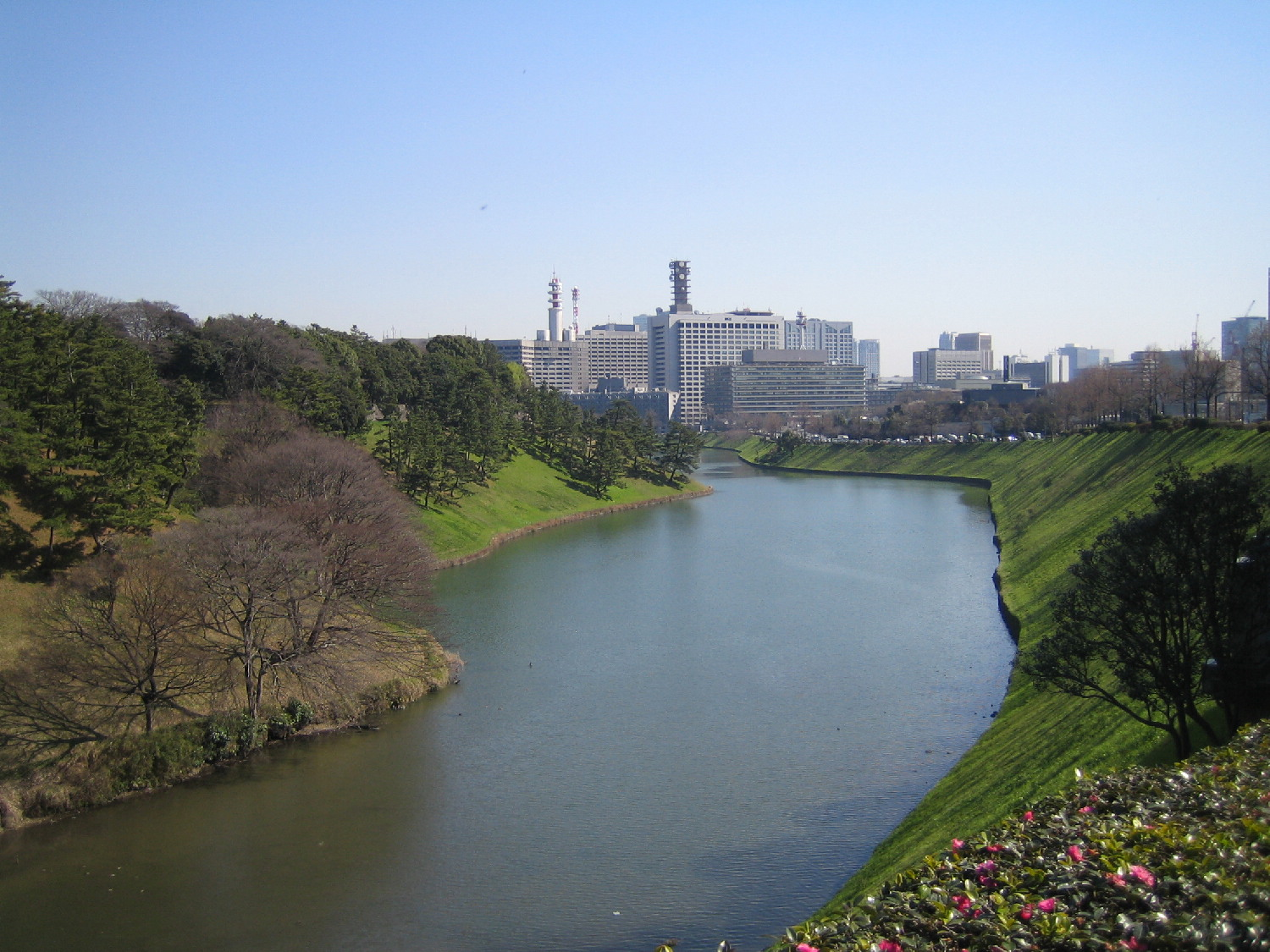
Fossato del palazzo imperiale
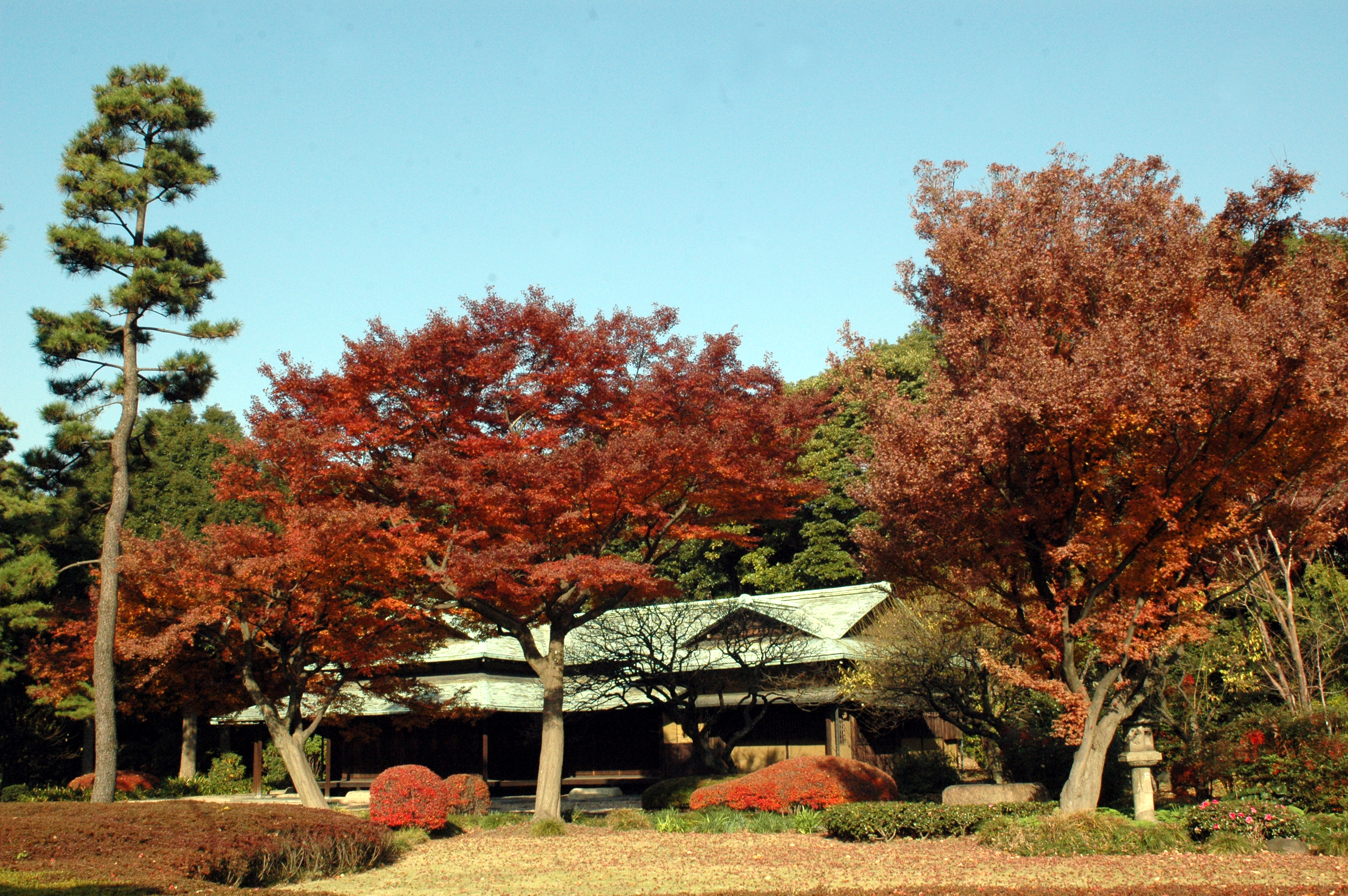
Casa da tè di Suwano-chaya
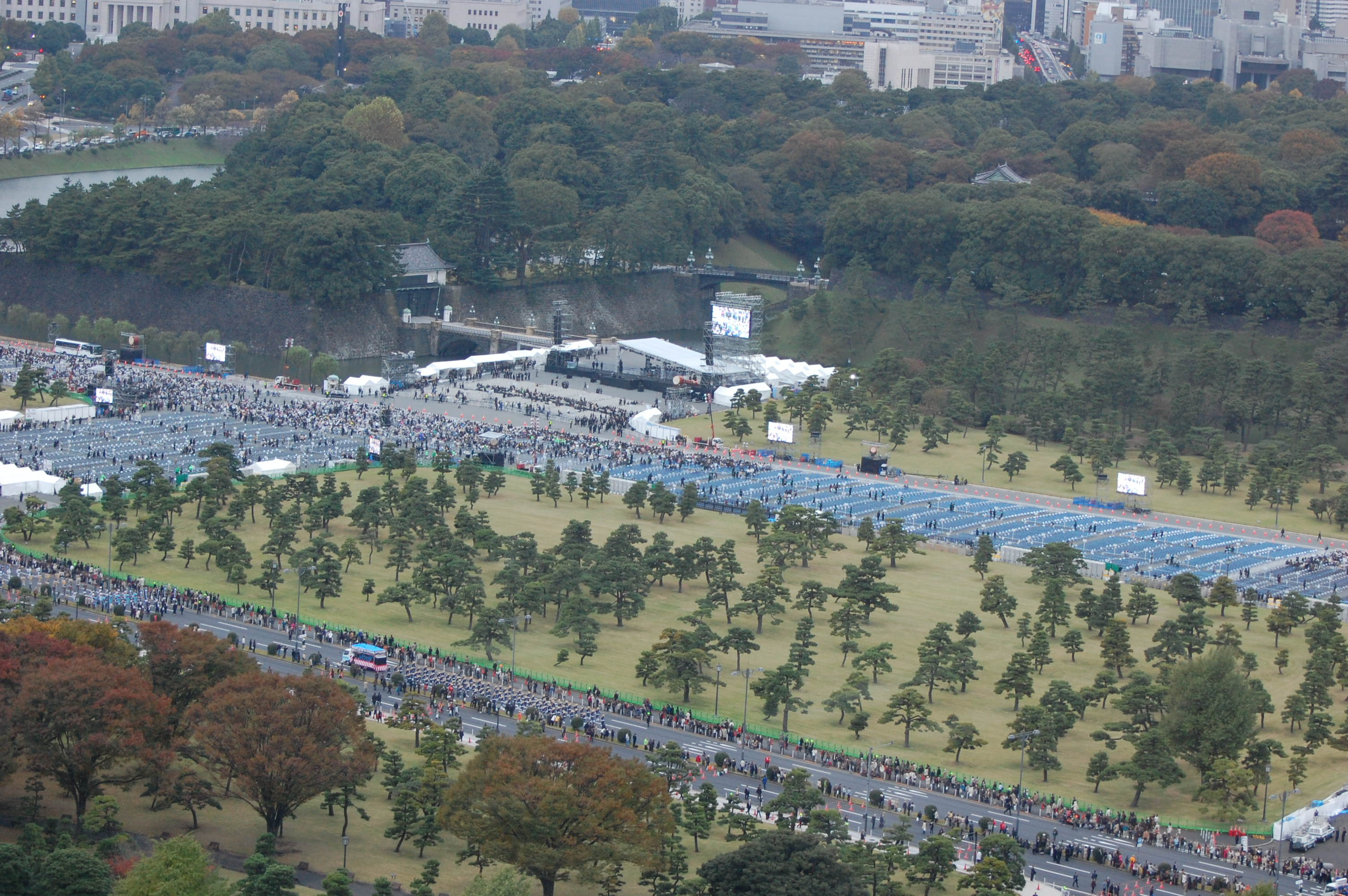
Immagine del palazzo il 12 novembre 2009, anniversario dell'ascesa al trono di Akihito
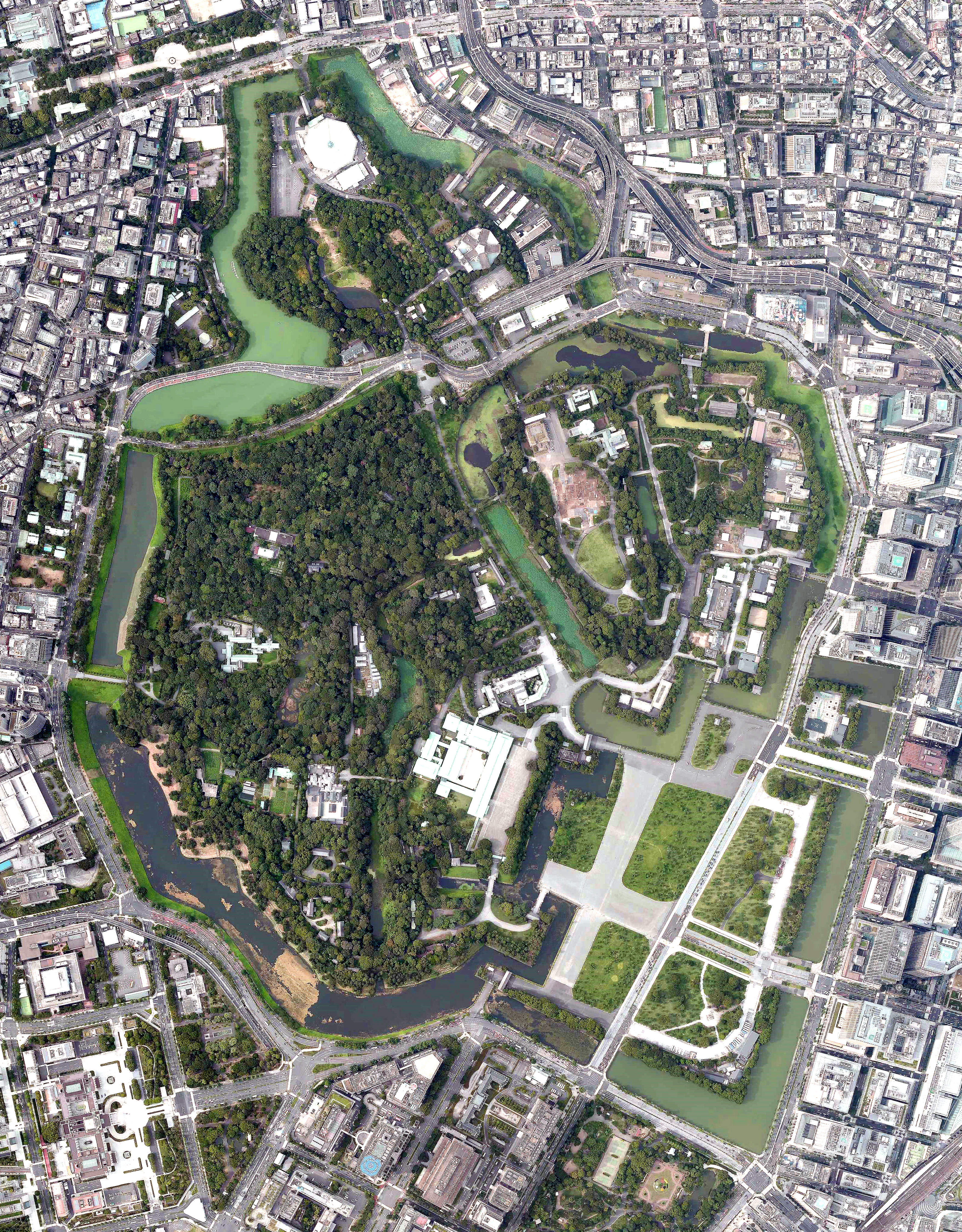
Fotografia aerea del 2019